# Cascades Barron
Les cascades Barron (en aborigen: Din Din) són unes cascades del riu Barron, on el riu descendeix de l'altiplà d'Atherton cap a la plana costanera de Cairns, a Queensland (Austràlia).
El 2009, com a part de les celebracions del Q150, les cascades Barron van ser anunciades com un dels Q150 Icons de Queensland pel seu paper com a «Atracció natural».

## Localització i característiques
Protegides dins del Parc nacional Goles de Barron, només presenten un gran volum d'aigua després d'una precipitació considerable durant la temporada humida. Durant gran part de la resta de l'anynomés es pot apreciar poc més que un degoteig, en part a causa de la presència d'un sobreeixidor a la part superior de les cascades, que subministra la central hidroelèctrica del barranc de Barron (Barron Gorge Hydro), situada riu amunt del congost.
Les cascades de Barron es poden veure i accedir per carretera per la Kennedy Highway que travessa el riu Barron aigües amunt de les cascades, a prop de Kuranda. El ferrocarril Kuranda Scenic de via estreta i el telefèric Skyrail Rainforest Cableway també van des de la plana costanera fins a l'altiplà. El tren s'atura a les cascades Barron, on els passatgers poden passejar uns quants minuts. El Skyrail s'atura a dues estacions de la selva tropical, Red Peak i Barron Falls. El camí de les estacions del telefèric cap a les cascades travessen la selva tropical fins a tres miradors independents que ofereixen vistes del congost i de les cascades.

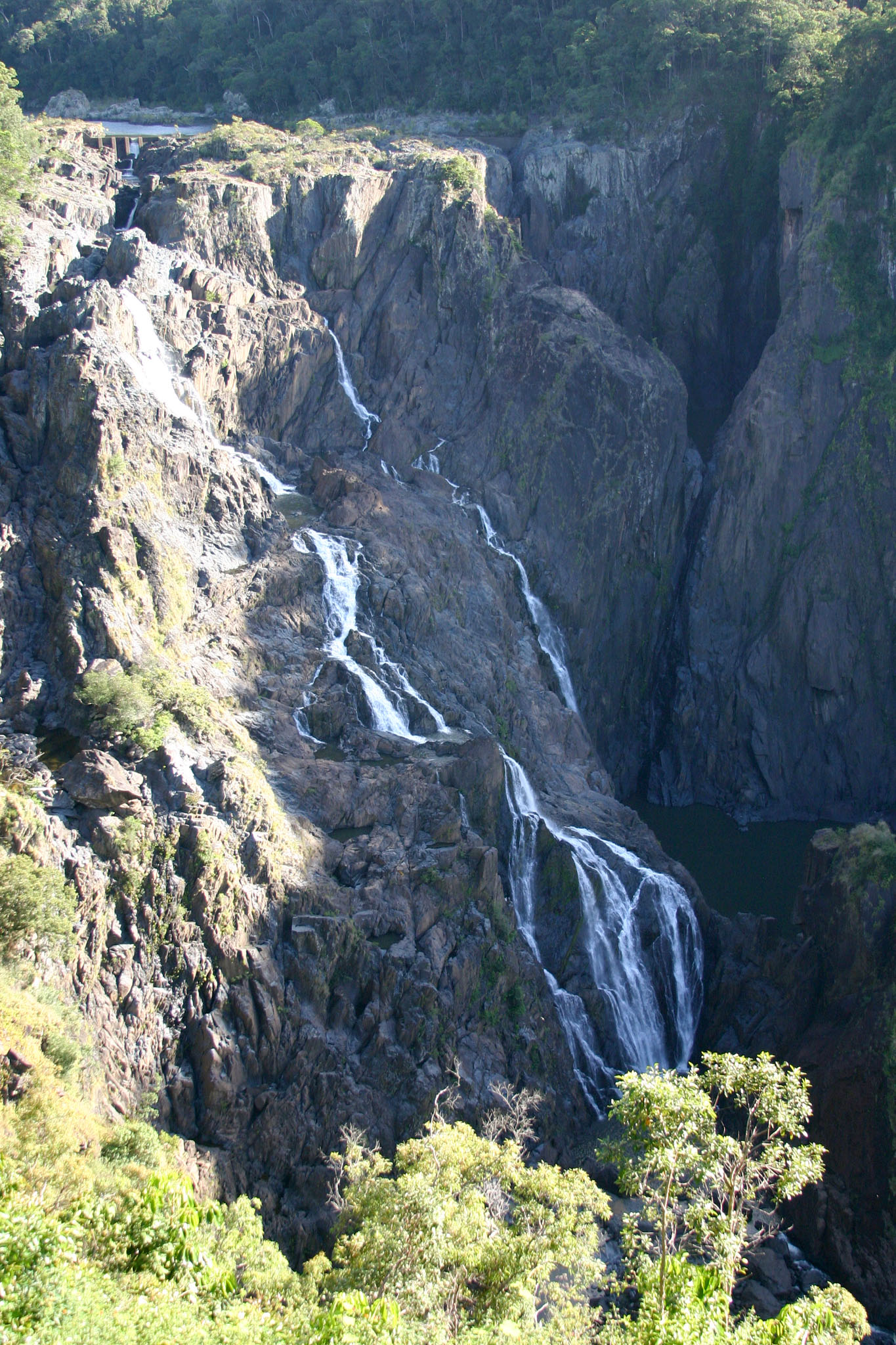
Barron Falls durant l'estació seca
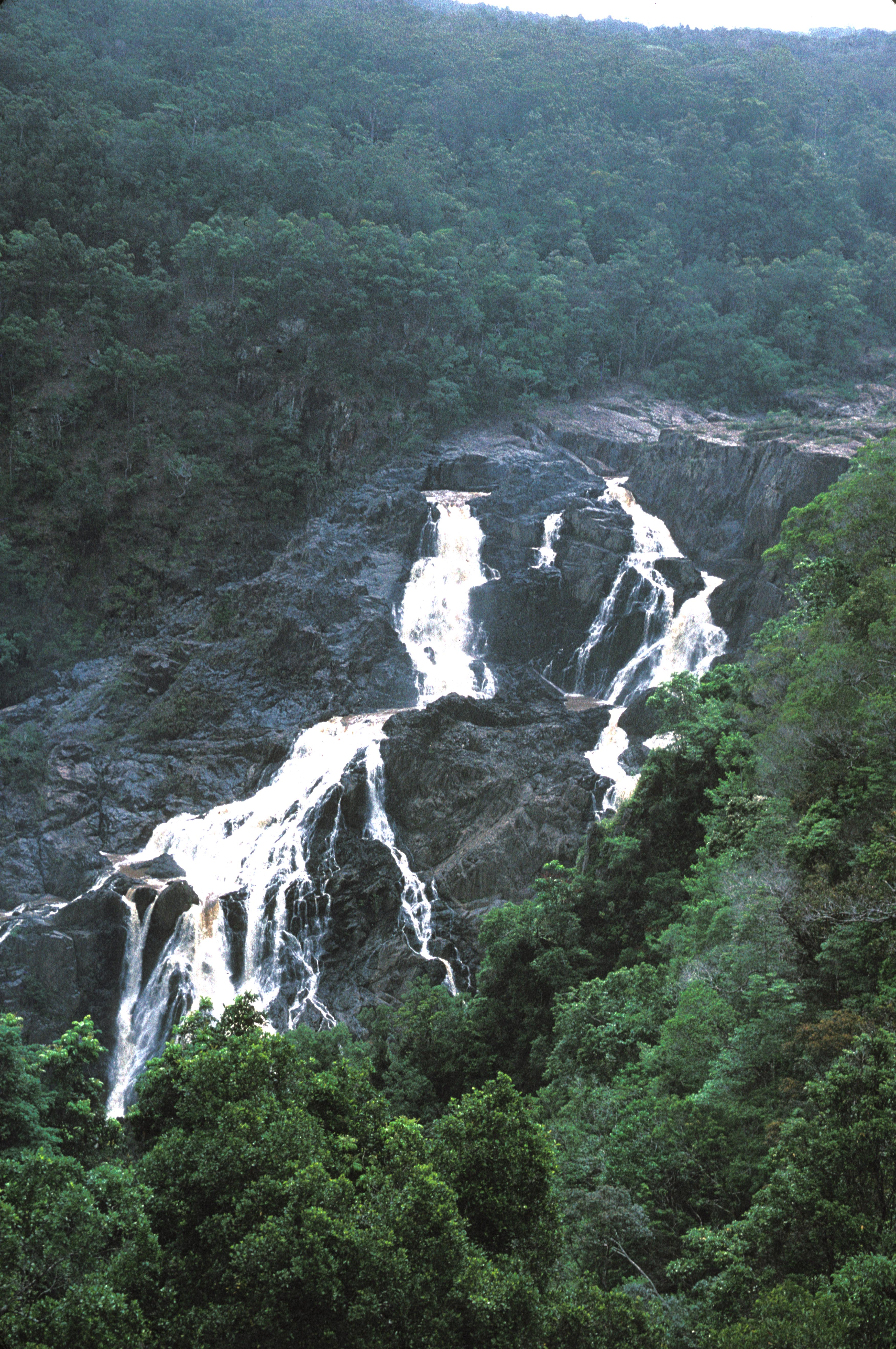
Vista de les cascades des del Skyrail Rainforest Cableway

## Etimologia
Les cascades van ser nomenades en honor de Thomas Henry Bowman Barron, el cap de la policia de Brisbane a la dècada del 1860.

## Atracció turística
Les cascades van ser una de les atraccions turístiques més populars de Queensland a la dècada del 1890. Els visitants se senten atrets per les característiques i els paisatges naturals.